# Chupacabra Terror
Chupacabra Terror è un film del 2005 diretto da John Shepphird.
È un film horror statunitense con John Rhys-Davies, Dylan Neal e Chelan Simmons. Il film è conosciuto anche con il titolo Chupacabra: Dark Seas (titolo della prima televisiva su Syfy). È incentrato sulle vicende del personale e dei passeggeri di una nave sulla quale un chupacabra sfugge alla prigionia.

## Produzione
Il film, diretto da John Shepphird su una sceneggiatura di Steve Jankowski e John Shepphird, fu prodotto da Charles Arthur Berg, Steve Jankowski, Scott Putman e Jeffrey Schenck per la Sci Fi Pictures tramite la Regent Entertainment e girato a Turks e Caicos

## Distribuzione
Il film fu distribuito negli Stati Uniti nel 2005 in DVD dalla Sony Pictures Home Entertainment con il titolo Chupacabra Terror.
Alcune delle uscite internazionali sono state:
- in Giappone il 2 luglio 2005
- in Ungheria il 28 marzo 2006 (Chupacabra - Potyautas a halál, in prima TV)
- in Germania il 30 luglio 2007 (Chupacabra: Dark Seas, in prima TV)
- in Grecia (O daimonas tou nisiou)
- in Spagna (Pánico a bordo, in prima TV)
- in Francia (Terreur en haute mer, in prima TV)